# Pădurea Amazoniană

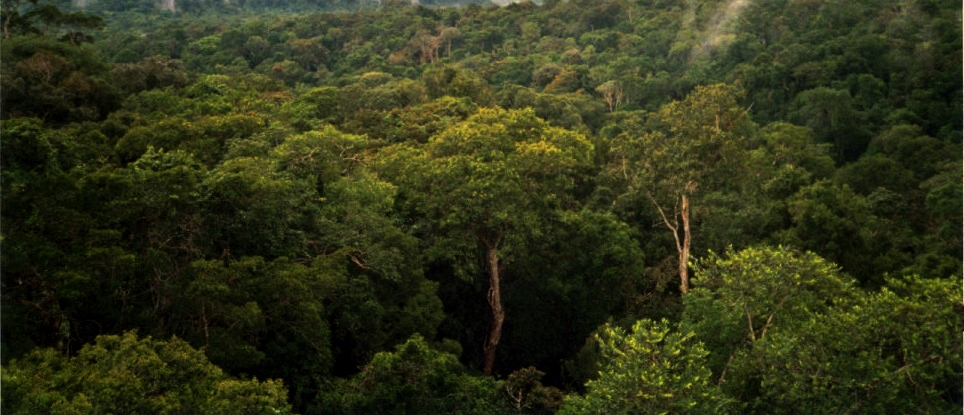
Pădurea Amazoniană, lângă Manaus, Brazilia

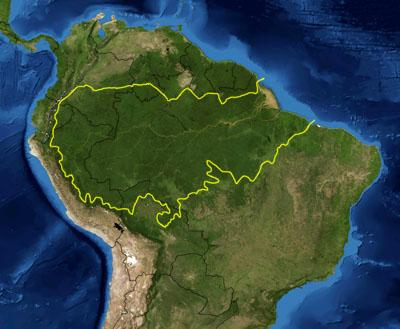
Harta ecoregiunii pădurii Amazoniană, conform WWF. Linia galbenă prezintă aproximativ bazinul Amazonului. Hotarele naționale sunt reprezentate cu negru.

Pădurea Amazoniană (portugheză Floresta Amazônica, spaniolă Selva Amazónica), cunoscută și ca Amazonia (Amazônia, Amazonía) sau Jungla Amazoniană, este o pădure umedă de foioase care acoperă cea mai mare parte a bazinului Amazonului. Pădurea este situată în partea de nord a Americii de Sud, și se întinde pe teritoriul a 9 țări: Brazilia, Peru, Columbia, Venezuela, Ecuador, Bolivia, Guyana, Surinam și Guyana Franceză, având o suprafață de 5,5 milioane de kilometri pătrați. Amazonia constituie peste jumătate de păduri tropicale rămase pe Pământ și reprezintă cel mai bogat ecosistem al lumii, cu aproape 390 de miliarde arbori divizați în 16.000 de specii, cu multe specii încă nedescoperite și endemice.
60% din pădure se află pe teritoriul Braziliei, 13% se află în Peru, 10% se află în Columbia iar restul este împarțită de celelalte șase state. În anul 2008 Pădurea Amazoniană a fost canditată pentru cele „7 Noi Minuni ale Naturii”.

## Istorie

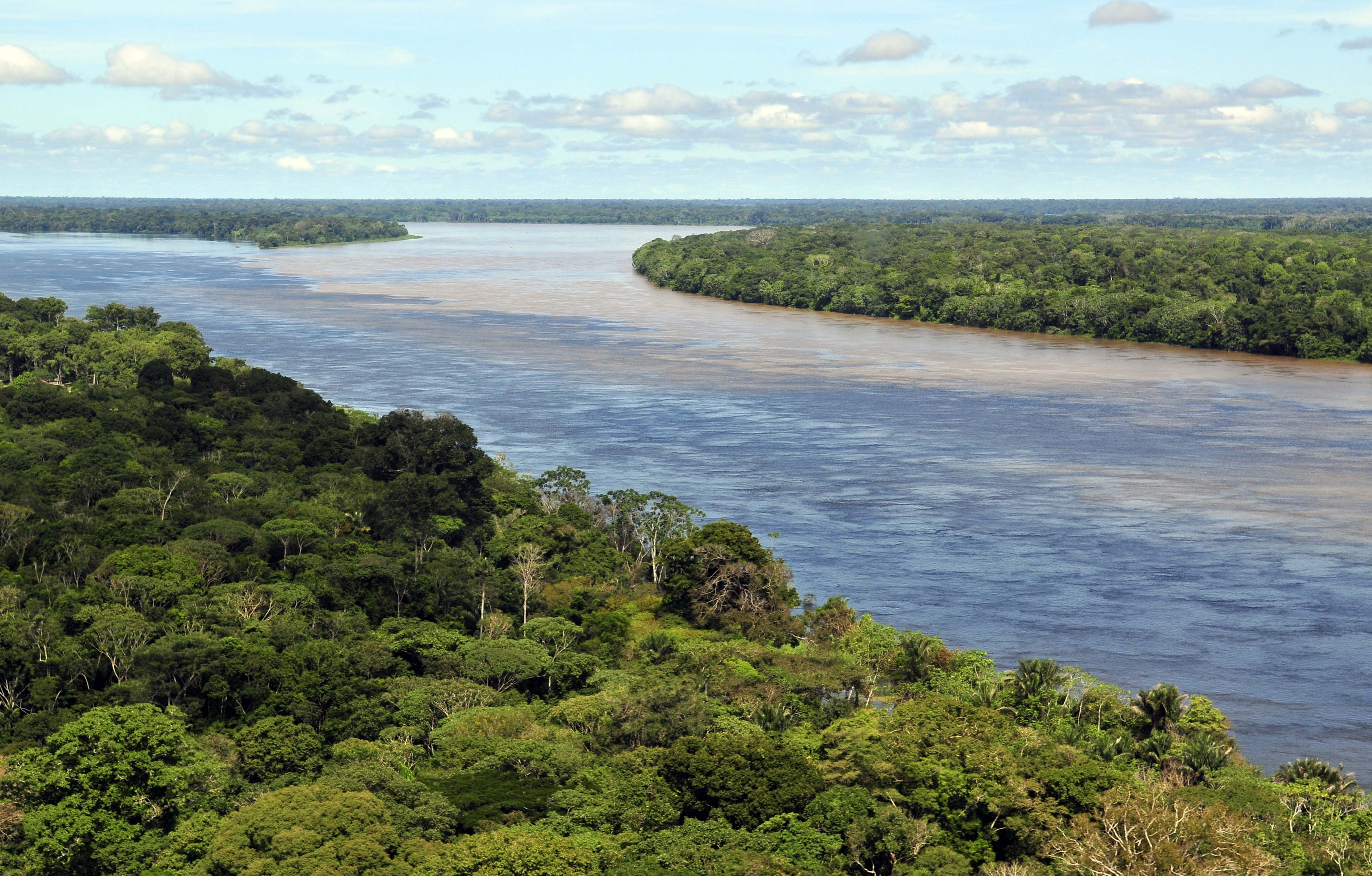
Vedere aeriană a Pădurii Amazoniene, lângă Manaus

Pădurea Amazoniană s-a format probabil în era Eocen, și se estimează că există de cel puțin 55 de milioane de ani. După extincția Cretacic-Terțiară, dispariția dinozaurilor, clima umedă a permis pădurii tropicale să se răspândească pe întregul continent. În perioada Eocenului, se crede că bazinul Amazonului a fost împărțit în două. Apa din partea estică se varsă spre Atlantic, în timp ce în partea vestică, apa curgea spre Pacific prin Bazinul Amazonian. 

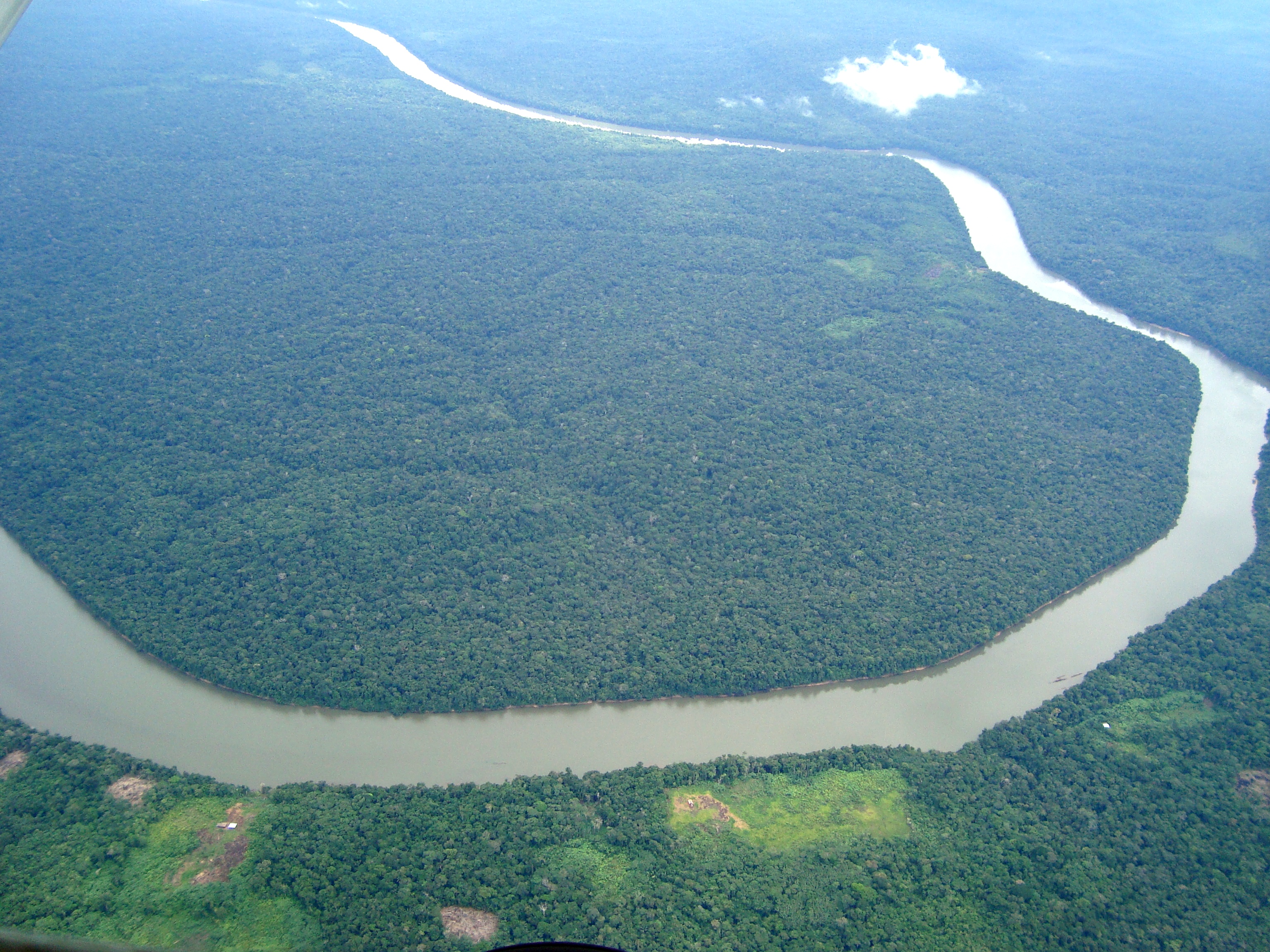
Vedere aeriană a Pădurii Amazoniene

Este cunoscut faptul că s-au produs schimbări semnificante în Pădurea Amazoniană în ultimii 21.000 de ani datorită glaciațiunii și apoi a deglaciațiunii. Datele arheologice arată ca primii oameni s-au stabilit aici acum 11.200 de ani. Primul european care a călătorit de-a lungul Amazonului a fost Francisco de Orellana în anul 1542.

## Biodiversitate

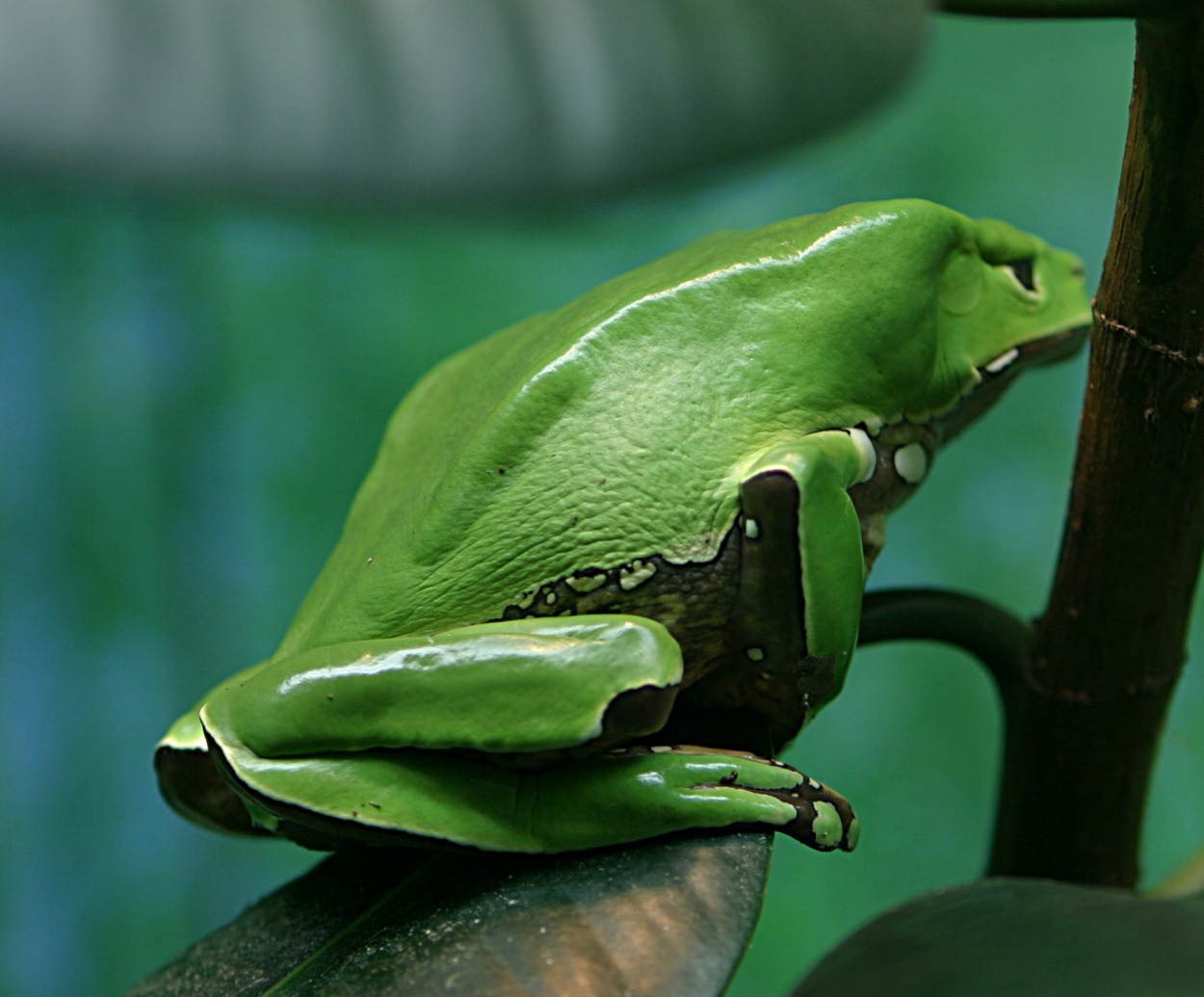
Deforestation in the Amazon rainforest threatens many species of tree frogs, which are very sensitive to environmental changes (pictured: Giant leaf frog)

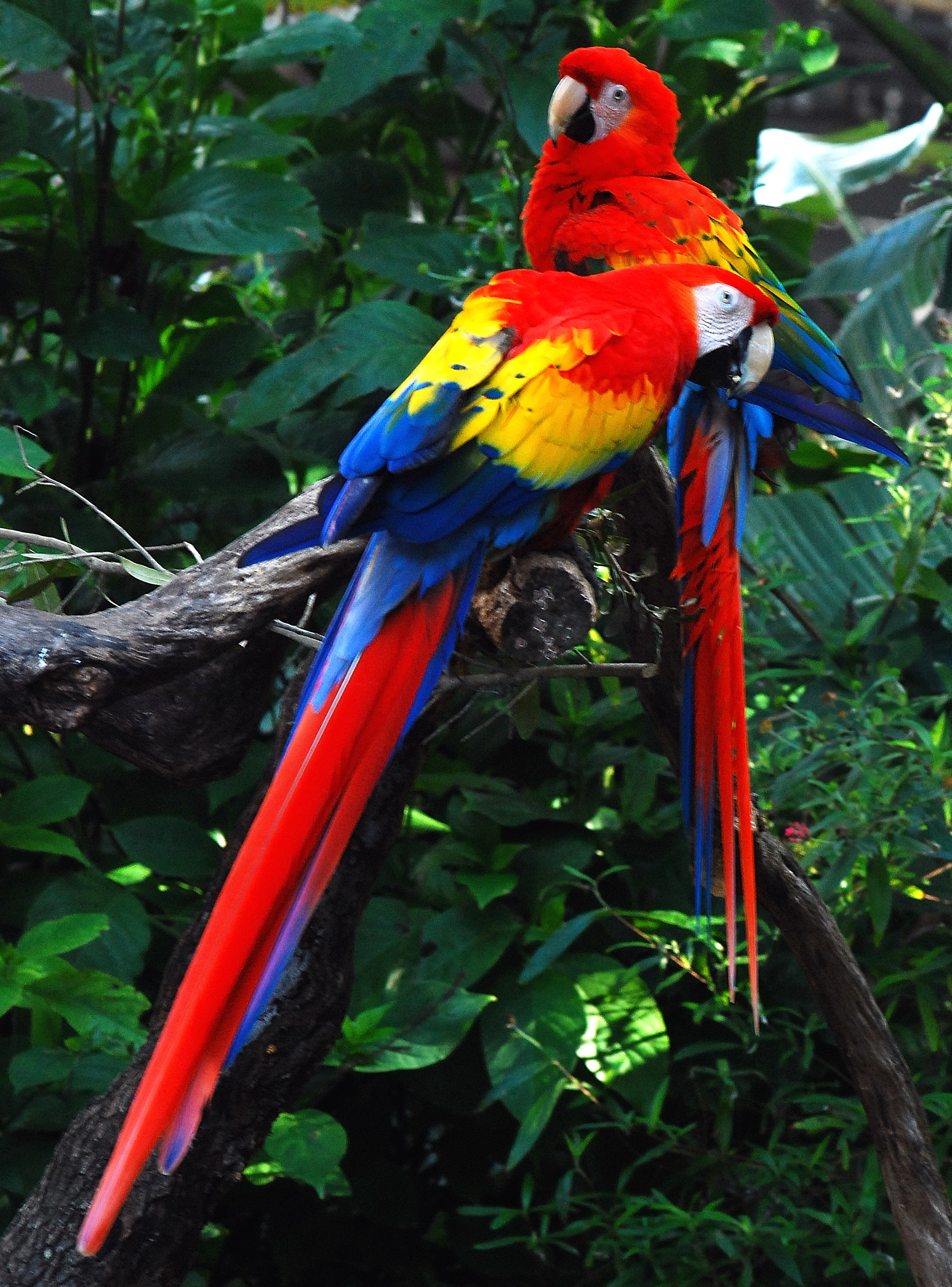
Scarlet Macaw, which is indigenous to the American tropics.

Pădurile tropicale găzduiesc  foarte multe specii, iar în Pădurea Amazoniană se găsesc cele mai multe specii, depășind Africa și Asia.
Una din zece specii cunoscute în lume, trăiește în pădurea Amazoniană, consituind cea mai mare colecție de plante și specii de animale din lume. Regiunea cuprinde aproximativ 2,5 milioane de specii de insecte, zeci de mii de specii de plante, și aproximativ 2000 de specii de păsări și mamifere. Până astăzi, aici s-au clasificat cel puțin 40.000 de specii de plante, 2.200 de specii de pești, 1.294 specii de păsări, 427 mamifere, 428 amfibieni și 378 specii de reptile. Una din 5 păsări din lumea intreaga, trăiește în pădurile Amazoniene. Doar în Brazilia, savanții au descoperit între 96.660 și 128.843  specii de nevertebrate. Tot aici se găsesc și cei mai mari prădători precum jaguarul și anaconda. Aici se găsesc și anghile care produc șocuri electrice, piranha, și diverse specii de broaște periculoase care secretă venin. Pericolul nu vine doar de la prădatori, ci și de la numeroși paraziți sau lilieci vampir care răspandesc rabia.

## Defrișări

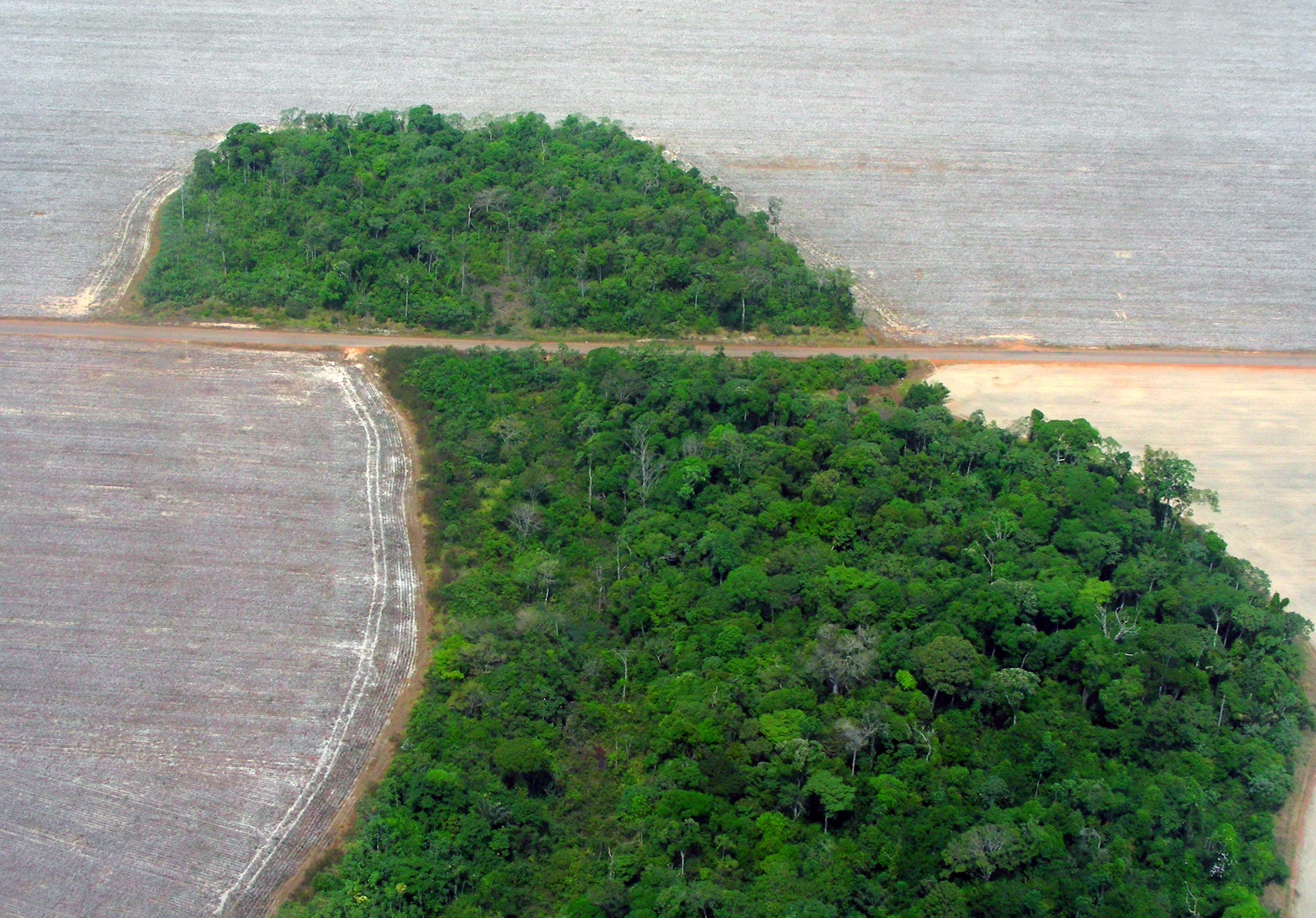
Defrișări în Mato Grosso, 2007

Pădurea s-a micșorat de-a lungul timpului datorită așezărilor umane. Până in anii 60, accesul în pădure era interzis, iar aceasta a rămas practic intactă. După anii 60 s-au construit ferme, iar cultivarea pământului a dus la defrișarea unor mari porțiuni din pădure. Aici, pământul este productiv pentru o perioadă scurtă de timp, iar fermierii trebuiau să se mute in mod constant intr-o alta zona, defrisand tot mai mult teren. Defrisarea este considerabilă, urmările acesteia putând fi văzute cu ochiul liber din spațiu. Între anii 1991 și 2000 Pădurea Amazoniană a pierdut între 415.000 și 587.000 de kilometri pătrați. In continuare, între 2000 și 2005 s-au defrisat circa 22.400 de kilometri patrati pe an.

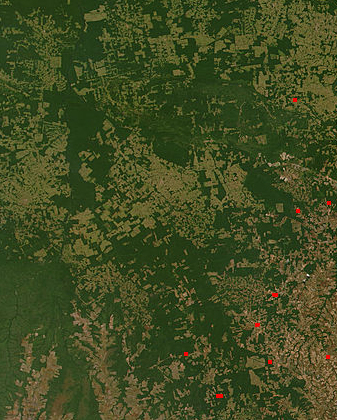
NASA satellite observation of deforestation in the Mato Grosso state of Brazil. The transformation from forest to farm is evident by the paler square shaped areas under development.

## Oamenii Amazonului

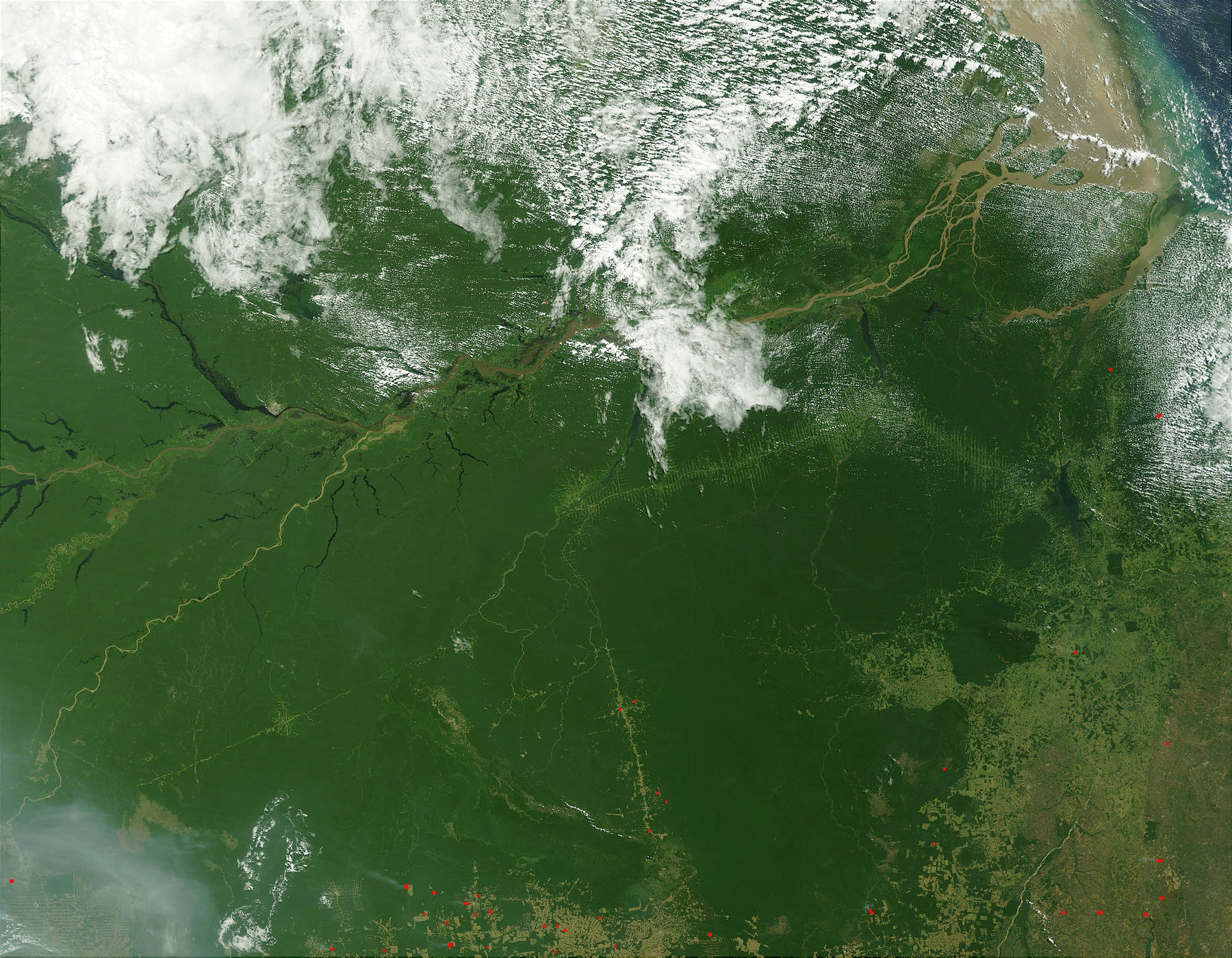
Pădurea Amazoniana văzută din satelit.

În Jungla Amazoniană trăiesc un număr mare de grupuri etnice distincte. Acum 500 de ani triburile de aici erau semi-nomade, se hrăneau din vânat, pescuit și agricultură. Peste 2000 de triburi care au existat în secolul 16 au dispărut ca o consecință a stabilirii europenilor, o parte din ei fiind asimilati în populația braziliană. În 1997 s-a estimat ca ar exista aproximativ 300.000 de indivizi, grupați în 200 de triburi. Numărul este mult mai mare, dacă am calcula și aceia din orașele braziliene. În anul 2007 s-a confirmat prezența a 67 de triburi care trăiesc separat de civilizație și care nu au contact cu lumea exterioară. Originea lor nu este foarte clară. Primele triburi se pare că au ajuns aici la sfarșitul ultimei ere glaciare. Urme ale brazilienilor nativi datează din perioada de după migrația Asiatică. Brazilienii nativi nu au lăsat prea multe dovezi arheologice. Chiar și așa, climatul și solul acid ar fi distrus aproape orice urmă a materialului cultural, incluzând lemne și oase. Nu se cunosc multe despre istoria acestei regiuni înainte de anul 1500. Excavări recente au descoperit așezări omenești, conținând sute de case, indicând o structură socială și economică complexă. Primii exploratori portughezi au ajuns în Brazlilia în aprilie 1500 și au găsit, spre uimirea lor, o așezare bogată în resurse, ocupată de sute de mii de oameni care trăiau într-un „paradis” de bogății naturale. Pero Vaz de Caminha, scribul oficial al lui Pedro Alvares Cabral, a scris o scrisoare regelui Portugaliei, descriind frumusețea acestui pământ. În perioada când portughezii au ajuns aici, pe teritoriul Braziliei se găseau peste 2000 de triburi. Populația băștinașă a început să se decimeze cu venirea portughezilor. Portughezii au adus cu ei diverse boli precum tuberculoza, variola, la care băștinașii nu aveau imunitate. Relațiile bune între portughezi și băștinași aveau să înceteze în următorii ani. Coloniștii au început să aibă copii cu femei indiene, creând o nouă generație ce avea mai apoi să devină majoritate. Portughezii au încercat să profite după resursele găsite aici și au încercat să folosească băștinașii ca sclavi. Aceștia erau greu de capturat, și datorită bolilor aduse, numărul lor a scăzut foarte mult. Tot în această perioadă a fost adus un număr mare de sclavi din Africa. Din pricina războaielor numărul triburilor a scăzut. Există evenimente documentate, în care variola a fost folosită că arma biologică. În Caxias, fermierii locali doreau mai mult pământ pentru a-și extinde fermele, și au dat locuitorilor haine purtate de oameni infectați cu variola (ce in mod normal acestea ar fi fost arse pentru a împiedica răspandirea bolii). Hainele infectau întregul trib. Același lucru s-a întâmplat și în alte sate din America de Sud. În Jungla Amazoniană astăzi mai trăiesc câteva sute de triburi.
Câțiva oameni politici și ziariști cred că Pădurea Amazoniană nu este proprietarea brazilienilor ci a umanității. Al Gore a zis în 1989: „Contrar credinței brazilienilor, Amazonia nu este proprietarea lor, ea aparține tuturor”. Există o dezbatere privind aceasta în presă, guvernul și societatea braziliană care sugerează că această pretenție dăunează suveranitatea statului. Articolul ziarului New York Times din mai 2008 întitulat „Cui îi aparține de fapt această pădure tropicală?” a forțat președintele Lula da Silva să răspundă că „Amazonia aparține Braziliei” și apoi, mai agresiv, „Americanii nu au nicio autoritate morală pentru a sugera politicile de protejare” și „protocolul de la Kyoto a deja eșuat în cazul Statelor Unite”.

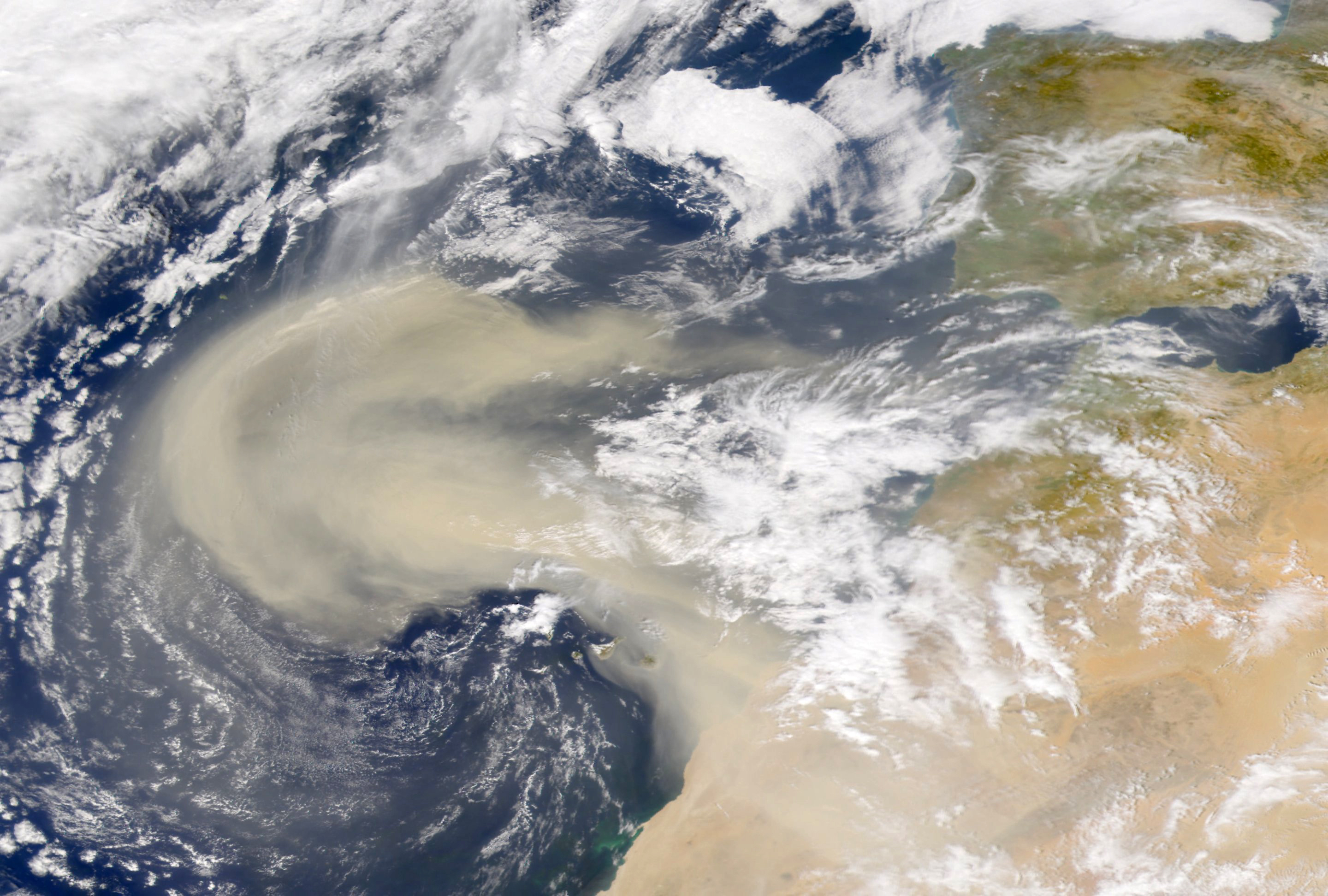
Curent de aer încărcat cu nisip fin între Sahara şi Pădurea Amazoniană

## Sahara fertilizează Pădurea Amazoniană
Printr-un curent de aer constant de la est spre vest Sahara fertilizează Pădurea Amazoniană (săracă în substanțe minerale) cu milioane de tone de nisip fin, bogat în fosfați.